# Hovedbanen
|  | Denne artikel omhandler den norske jernbane Hovedbanen. Hovedbanen er også et kaldenavn for Københavns Hovedbanegård. |
Hovedbanen er Norges første jernbanestrækning og går mellem Oslo og Eidsvoll. Banen blev åbnet 1. september 1854. Banen er 68 km lang og blev elektrificeret til Lillestrøm i 1927 og Eidsvoll i 1953. De vigtigste stationer langs Hovedbanen er Bryn, Strømmen, Lillestrøm, Jessheim og Eidsvoll.

## Nuværende betydning
Hovedbanen har i nyere tid mistet den gennemkørende trafik efter åbningen af Gardermobanen. Gardermobanen blev bygget 140 år efter hovedbanen, og går også mellem Oslo og Eidsvoll, primært på nye ruter. Eftersom Gardermobanen har højhastighedstog-standard, bruger fjerntogene denne i stedet for Hovedbanen. Strækningen mellem Dal og Eidsvoll har nu kun godstrafik, mens Romeriksporten (en anden del af Gardermobanen-projektet) har ført til at kun lokaltog og godstog går gennem Groruddalen i Oslo.